# Premis del Sindicat Nacional de l'Espectacle de 1953
Els tretzens Premis Nacionals de Cinematografia concedits pel Sindicat Nacional de l'Espectacle corresponents a 1953 es van concedir l'1 de febrer de 1954. Es va concedir únicament a les pel·lícules i no pas al director o als artistes, i es va distingir per la seva dotació econòmica. Es van repartir un total de 3.150.000 pessetes, repartits en dos premis de 475.000 pessetes, un de 450.000 pessetes, un de 400.000 pessetes, un de 350.000 pessetes, un de 300.000 pessetes, un altre de 250.000 pessetes, un altre de 150.000 pessetes i tres de 100.000 pessetes. A més, es van entregar dos premis addicionals de 400.000 pessetes a les pel·lícules en color,
A l'acte hi van estar presents el ministre Raimundo Fernández Cuesta, el director general de Cinematografia i Teatre Joaquín María Argamasilla de la Cerda y Elío, el de Cooperació Econòmica José Antonio Giménez-Arnau y Gran, el cap nacional de Sindicats José Solís Ruiz i el president del SNE Manuel Casanova Carrera. Els premis als curtmetratges foren concedits a El lago de los cisnes de Francesc Rovira Beleta, Hombres azules, de César Fernández Ardavín, i El Greco, de Juan Serra.

## Guardonats de 1953
| Categoria      | Premi       | Pel·lícula premiada         | Director              |
| -------------- | ----------- | --------------------------- | --------------------- |
| 1r. lloc       | 475.000 pts | Bienvenido, Mister Marshall | Luis García Berlanga  |
| 2n lloc        | 475.000 pts | La guerra de Dios           | Rafael Gil Álvarez    |
| 3r lloc        | 400.000 pts | Jeromín                     | Luis Lucia Mingarro   |
| 4t lloc        | 350.000 pts | Carne de horca              | Ladislao Vajda        |
| 5è lloc        | 300.000 pts | Dos caminos                 | Arturo Ruiz Castillo  |
| 6è lloc        | 250.000 pts | Fuego en la sangre          | Ignasi F. Iquino      |
| 7è lloc        | 150.000 pts | Cristo                      | Margarita Alexandre   |
| 8è lloc        | 100.000 pts | Condenados                  | Manuel Mur Oti        |
| 8è lloc        | 100.000 pts | Aeropuerto                  | Luis Lucia Mingarro   |
| 9è lloc        | 100.000 pts | Nadie lo sabrá              | Ramón Torrado Estrada |
| Especial color | 400.000 pts | Muchachas de Bagdad         | Edgar G. Ulmer        |
| Especial color | 400.000 pts | El duende de Jerez          | Daniel Mangrané       |